# Dąbrowa (gmina Mokobody)
Dąbrowa – wieś w Polsce położona w województwie mazowieckim, w powiecie siedleckim, w gminie Mokobody. Ma status sołectwa.
Wierni Kościoła rzymskokatolickiego należą do parafii Podwyższenia Krzyża Świętego w Wyszkowie.
W latach 1975–1998 miejscowość należała administracyjnie do województwa siedleckiego.